# 12094 Mazumder
12094 Mazumder eller 1998 HX99 är en asteroid i huvudbältet som upptäcktes den 21 april 1998 av LINEAR i Socorro County, New Mexico. Den är uppkallad efter Mark Mohan Mazumder.